# エルバー・ジェームス
エルバー・ジェームス・メルチョル・バニョル（Élver James Melchor Bañol、1976年-）はコロンビアのシリアルキラーである。別名「ピカレーニャの捕食者」。

## 犯行
2019年2月26日にトリマ県で16歳の少女（Rosmery Castellón）を誘拐、レイプ、拷問、殺害したことを認めた。「悪魔が私に入ってきて、他に何もすることがなかった」と犯行の動機を語った。メルチョルは誘拐、拷問、殺人と死体遺棄の罪で起訴され、コロンビアの法律で最も厳しい刑となる禁固60年を宣告された。現在、メルチョルはイバゲのコイバ刑務所で服役している。